# Steliano Filip
Steliano Filip (* 15. května 1994, Buzău, Rumunsko) je rumunský fotbalový záložník/obránce a reprezentant, od roku 2012 hráč klubu FC Dinamo Bucureşti. Hraje na pozici levého křídla nebo levého obránce.

## Klubová kariéra
- Avicola Buziaş (mládež)
- LPS Banatul Timișoara (mládež)
- FC Maramureș Universitar Baia Mare 2011–2012
- FC Dinamo Bucureşti 2012–[2]

## Reprezentační kariéra
Steliano Filip působil v rumunských reprezentačních výběrech U17, U19 a U21.
V A-mužstvu Rumunska debutoval 17. 11. 2015 v přátelském zápase v Boloni proti reprezentaci Itálie (remíza 2:2).

Trenér rumunského národního týmu Anghel Iordănescu jej vzal na EURO 2016 ve Francii. Rumuni obsadili se ziskem jediného bodu poslední čtvrté místo v základní skupině A, Filip nastoupil na šampionátu k jedinému utkání (proti Švýcarsku, remíza 1:1).